# Cesset
Cesset ist eine französische Gemeinde mit 428 Einwohnern (Stand: 1. Januar 2022) im Département Allier in der Region Auvergne-Rhône-Alpes (vor 2016 Auvergne). Sie gehört zum Arrondissement Vichy  und zum Gemeindeverband Saint-Pourçain Sioule Limagne. Die Bewohner werden Cessetois und Cessetoises genannt.

## Lage
Die Gemeinde Cesset liegt im Norden der Auvergne in der historischen Provinz Bourbonnais, etwa 31 Kilometer südsüdwestlich des Stadtzentrums von Moulins und etwa 24 Kilometer nordwestlich von Vichy.  Nachbargemeinden von Cesset sind Bransat im Norden, Louchy-Montfand im Nordosten, Montord im Osten, Chareil-Cintrat im Südosten, Fleuriel im Süden und Westen sowie Laféline im Nordwesten.

## Bevölkerungsentwicklung
| Jahr                       | 1962 | 1968 | 1975 | 1982 | 1990 | 1999 | 2006 | 2013 | 2022 |
| Einwohner                  | 402  | 332  | 337  | 321  | 292  | 353  | 366  | 392  | 428  |
| Quellen: Cassini und INSEE |      |      |      |      |      |      |      |      |      |

## Sehenswürdigkeiten
- Kirche Saint-Barthélemy
- Donjon von Chenillat aus dem 14. Jahrhundert
- Schloss Valbois

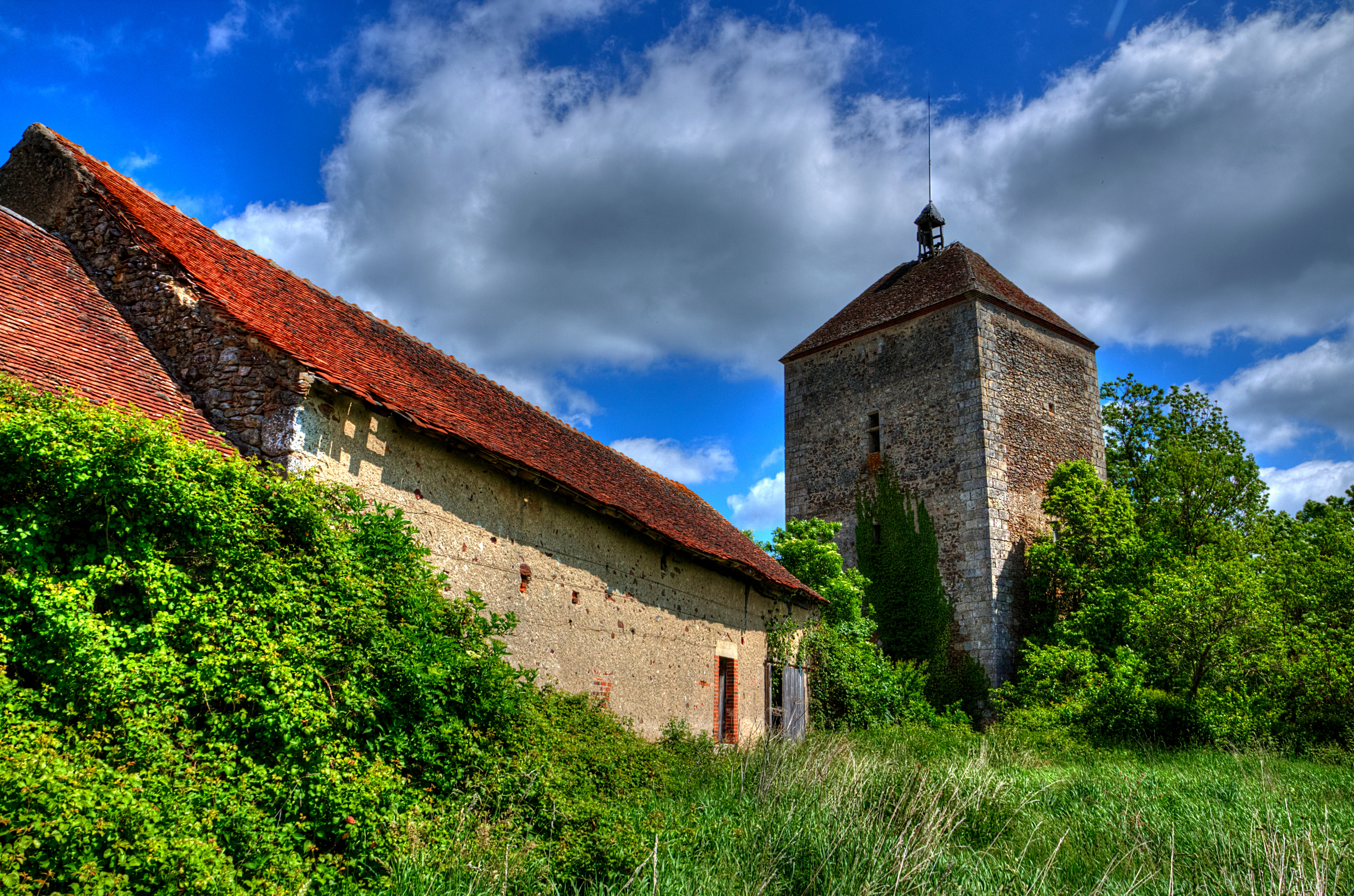
Donjon von Chenillat
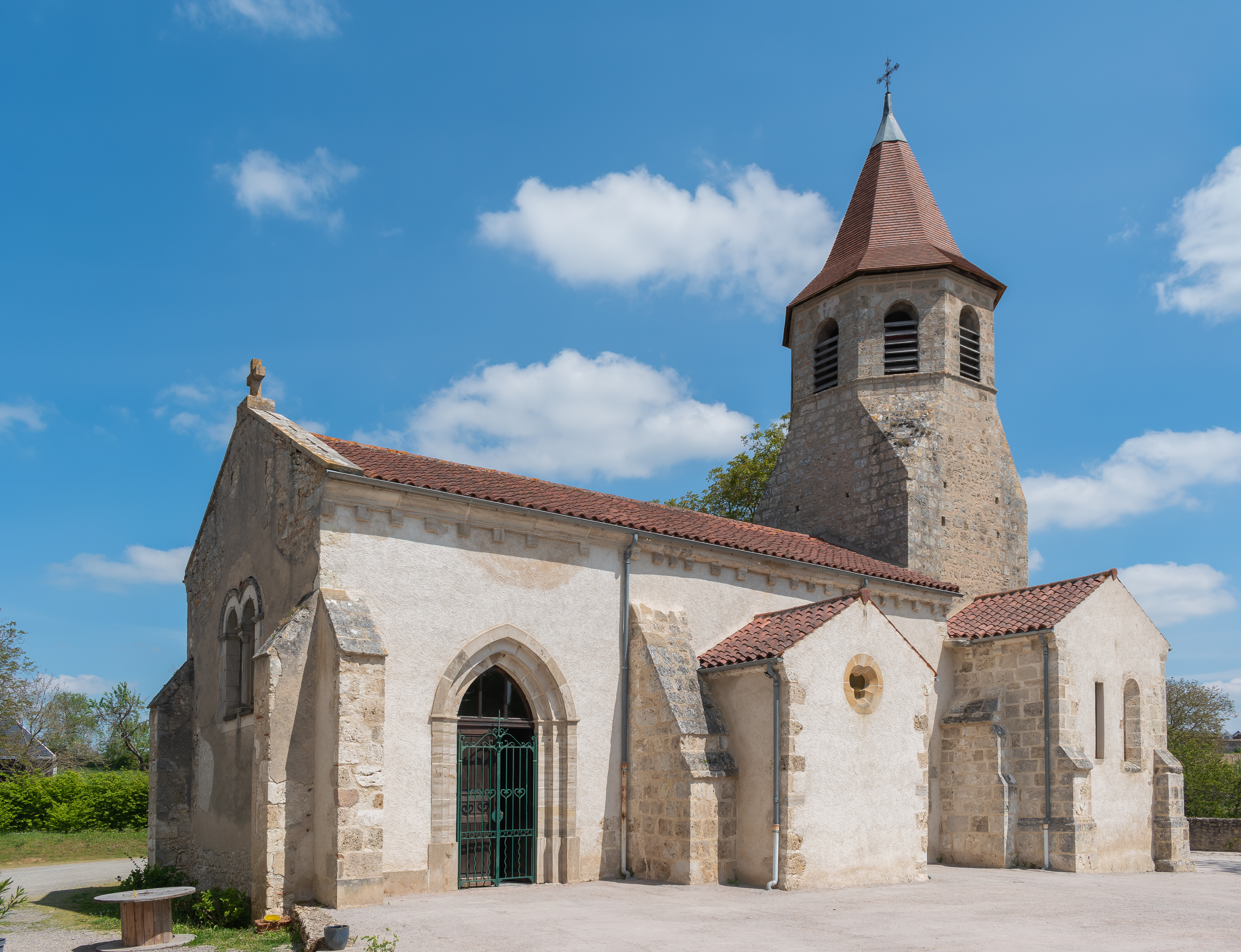
Kirche Saint-Barthélemy